# Lajeado (district de São Paulo)
Lajeado est un quartier de la ville de São Paulo, situé à l'est de la ville. Avec le district de Guaianases, il forme la sous-préfecture de Guaianases et couvre les quartiers de Conjunto da Paz, Jardim Augusta, Jardim Aurora, Jardim Brigida, Jardim Campos, Jardim do Campo, Jardim Dona Deolinda, Jardim Etelvina, Jardim Fanganiello, Jardim Gianetti, Jardim Guaianases, Jardim Moreno, Jardim Nova Guaianases, Jardim São Paulo, Jardim Ubirajara, Lajeado, Núcleo Lajeado, Parque Guaianases, Vila Andes, Vila Chabilândia, Vila Fukuya, Conjunto Habitacional Juscelino Kubitschek, Vila Iolanda 1, Vila Lourdes, Vila Minerva et Vila Nancy.
La création du quartier de Lajeado est due à la création du district d'Itaquera, le 27 décembre 1920, en démembrant le quartier de São Miguel Paulista, Lajeado est devenu une partie de ce district. Ce n'était pas la volonté de la population locale, si le district voisin obtenait l'autonomie administrative, Lajeado revendiquait également cette condition, et le 30 décembre 1929, le district de Lajeado était créé. À partir de cette date, l'anniversaire de Lajeado est célébré.

## Histoire

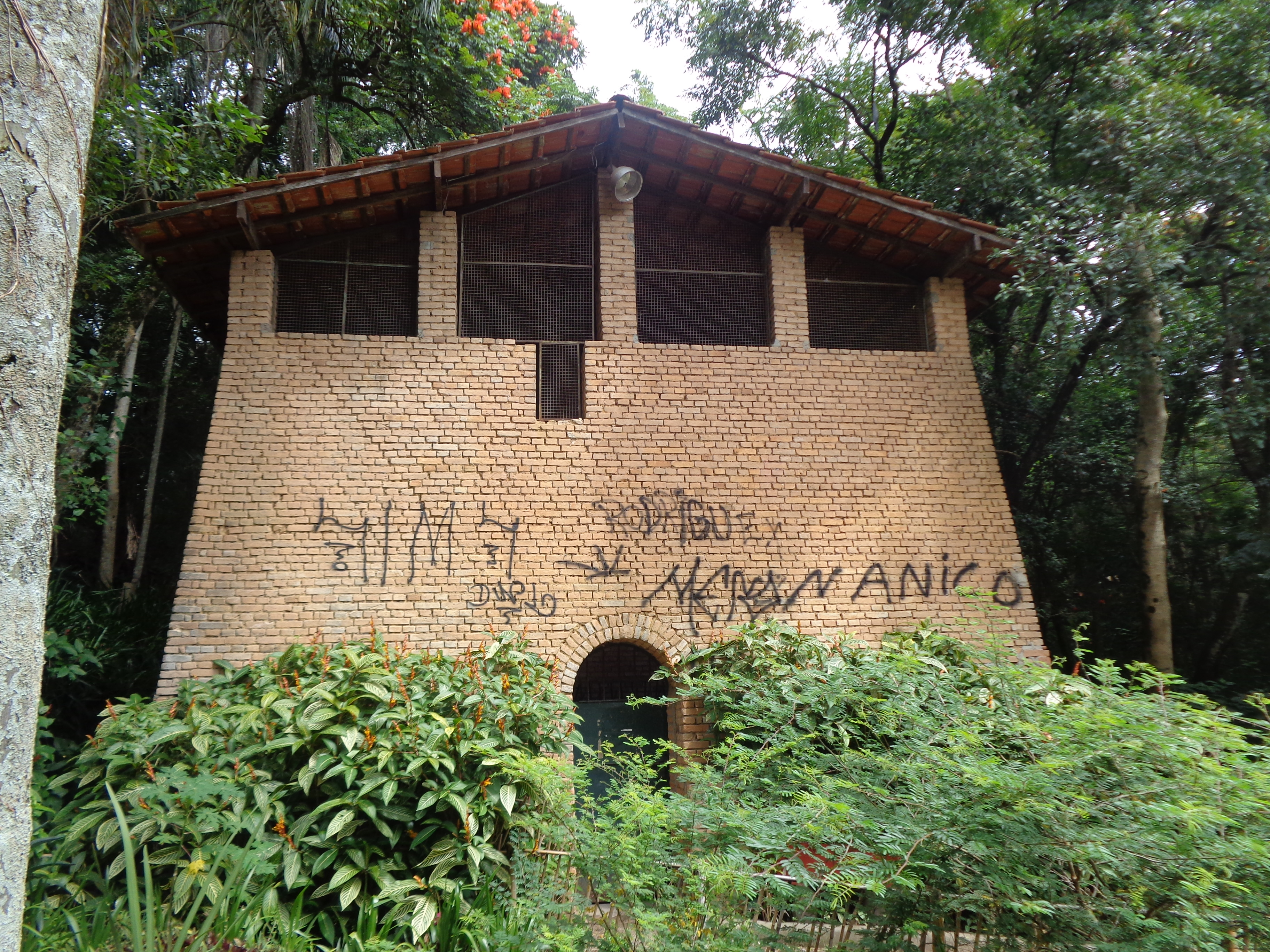
Poterie dans le parc Chácara das Flores

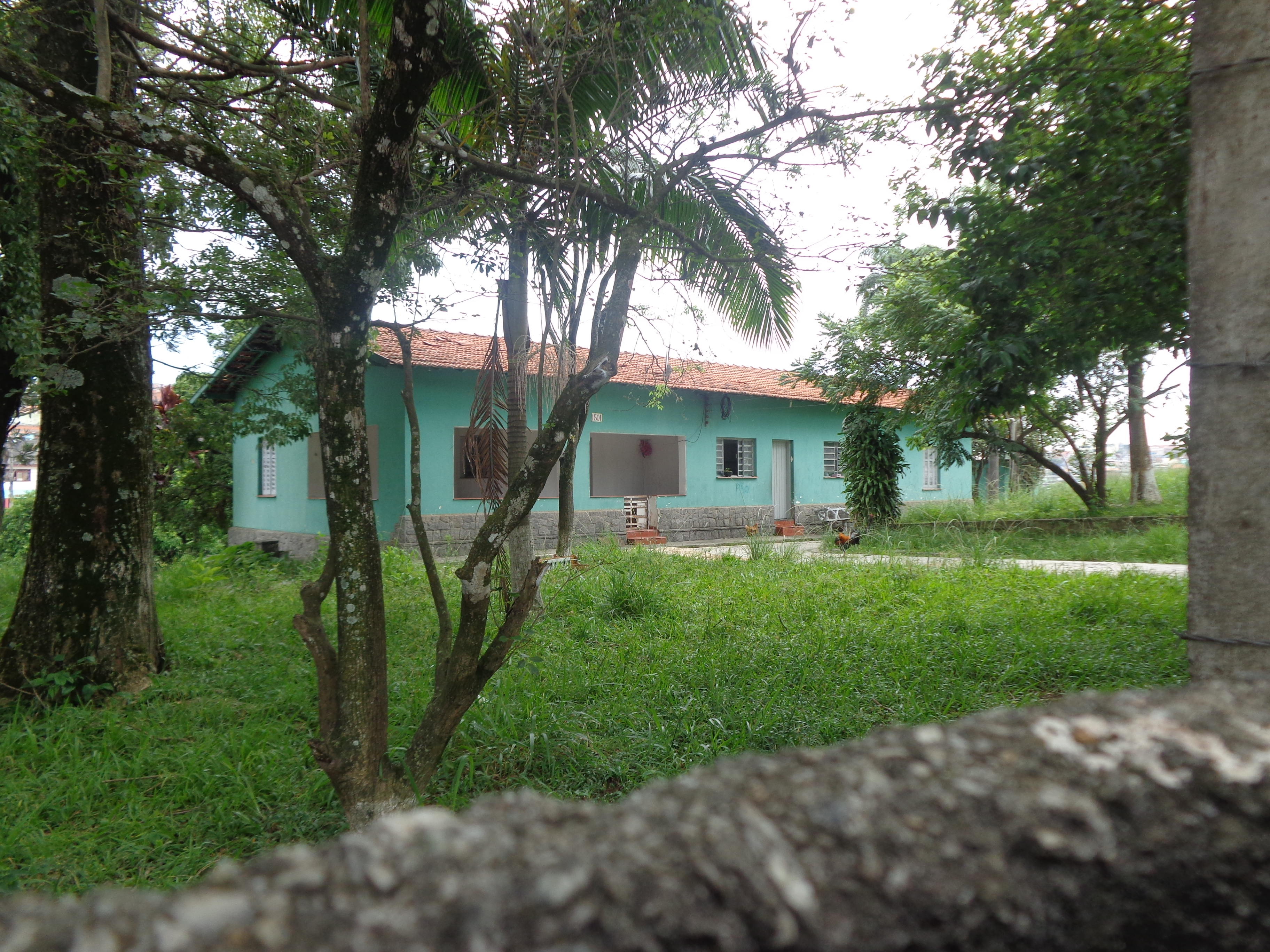
Ferme où Pierre Ier siècle a probablement passé la nuit

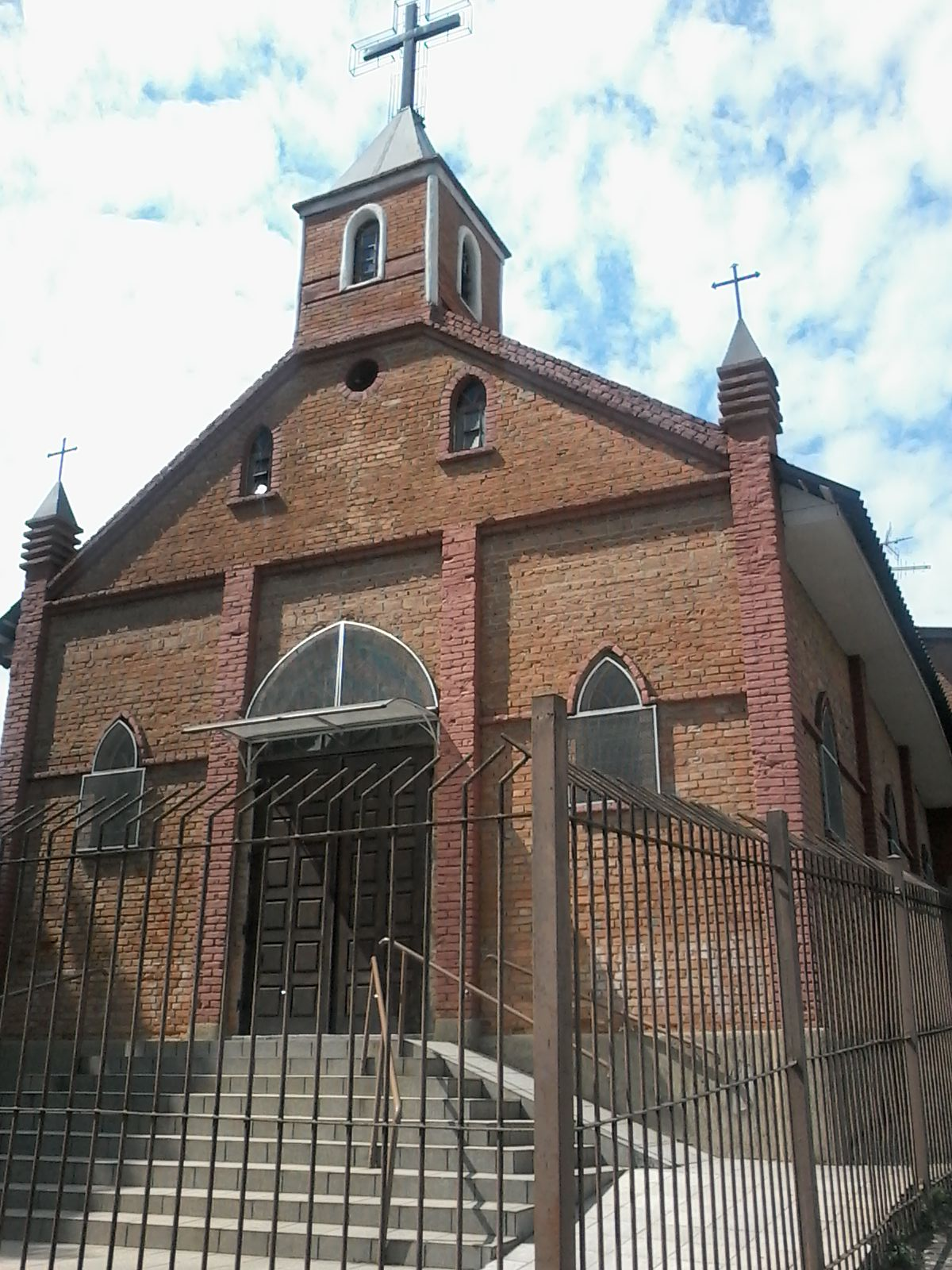
Ancienne église Santa Cruz

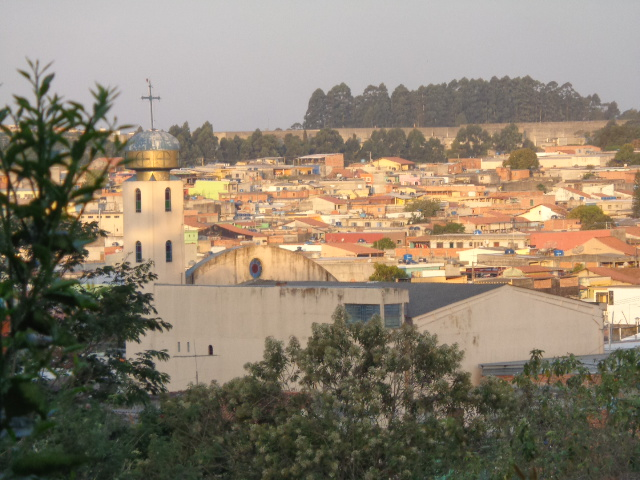
District de Lajeado

La formation ethnique et culturelle du district de Lajeado est la même que celle des Guaianases, les peuples autochtones qui vivaient dans la région étaient les Guaianases (singulier Guaianás). Les Guaianas étaient un groupe indigène brésilien qui a peuplé São Paulo de Piratininga jusqu'à la fin du XVIe siècle. Pendant la période coloniale, cette tribu a reçu plusieurs noms, tels que guaianases et guaianã. C'était un groupe considéré comme collectionneur, occupant la région de Serra do Mar, dans un territoire qui allait de la Serra de Paranapiacaba à l'embouchure du Rio Paraíba, dans l'état actuel de Rio de Janeiro.
Les Guaianas ont été fortement catéchisés par les jésuites, en particulier le père Manuel da Nóbrega, qui a recruté le jeune José de Anchieta, qui à son tour deviendra plus tard le premier maître du Colégio de Piratininga, fondé en 1554. Il est encore possible de trouver une ancienne église fondée au XVIIe siècle.
"De nombreux immigrants italiens s'y sont installés en tant que marchands, vignerons, chaudronniers, forgerons et charpentiers. Les Espagnols seraient également présents à partir de 1912 pour se consacrer à l'extraction de pierres à travers les carrières Lajeado et São Matheus." Des migrants du Nord, du Nord-Est et de nombreux mineiros étaient également présents, travaillant dans les poteries de la région. Il est possible de visiter l'une de ces anciennes poteries dans le parc Chácara das Flores, près du quartier de Lajeado. Cette poterie fabriquait des briques pour diverses parties de São Paulo et d'importants travaux de la ville, comme le bâtiment qui abrite le Moinho Santo Antônio, à Mooca, et une partie des industries de Matarazzo. En raison de tant de similitudes avec le quartier Guaianases et de la proximité géographique, tous les deux répondent à la même préfecture régionale, la Préfecture régionale de Guaianases.
Il est également possible de trouver des bâtiments anciens dans la région. L'un d'eux a peut-être servi à Pierre Ier et IIe de séjour sur le chemin de la vallée de Paraíba.
Une route importante qui traverse le district de Lajeado et Estrada do Lajeado Velho s'appelait Estradas da Coroa, et sur celle-ci, le 24 août 1822, le prince Pierre traversa ces parties et fit une auberge dans la région.

## Marché municipal Leonor Quadros

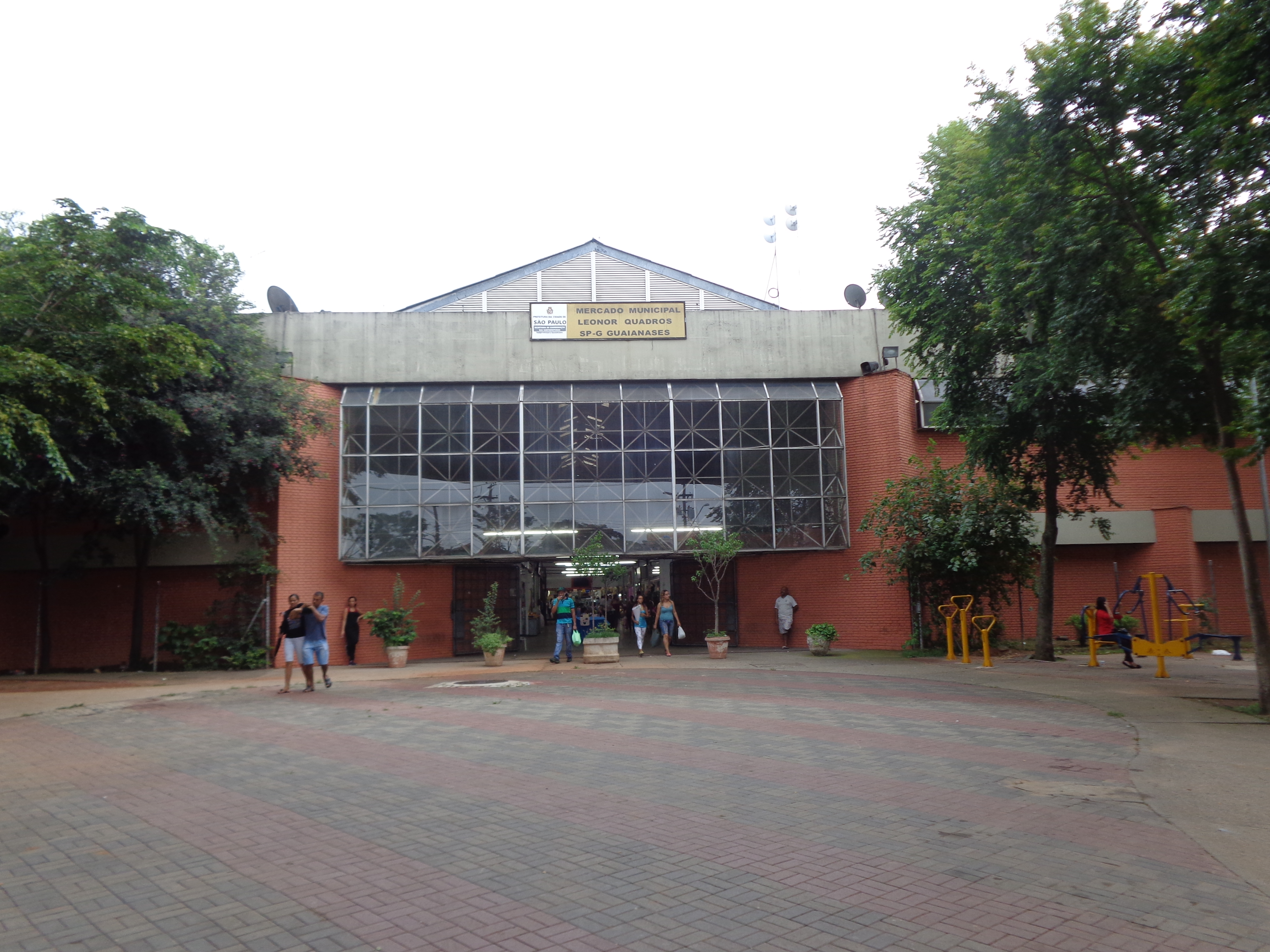
Marché municipal Leonor Quadros

Le marché municipal de Guaianases situé entre le district de Lajeado et Guaianases a été ouvert le 5 mai 1989 et porte le nom de Leonor Quadros. Autrefois, à l'endroit où se trouvait le marché, Praça Presidente Getúlio Vargas, il y avait un marché ouvert. Au fil du temps, la mairie sous Jânio Quadros a construit cet espace pour approvisionner les quartiers de Guaianases, Lajeado et Cidade Tiradentes.
L'année de sa fondation, il n'y avait pas de concours, c'est pourquoi le marché était très fréquenté, faisant l'objet de la population Guaianasense. Un autre facilitateur de l'augmentation des ventes a été l'accès : la gare de Guaianases à côté du « mercadão », comme on l'appelle mieux.
Jusqu'à aujourd'hui, l'espace Leonor Quadros reste un point de référence pour le quartier de Guaianases, car il vise l'excellence dans le service et propose une cuisine de qualité répartie dans 48 stands de 25 m2 chacun. Il y a des marchands de légumes, des bouchers, de la volaille, des poissonniers, des emporiums/épiceries, des produits laitiers, des articles ménagers, des fleuristes, une cafétéria et une rôtisserie.

## Éducation

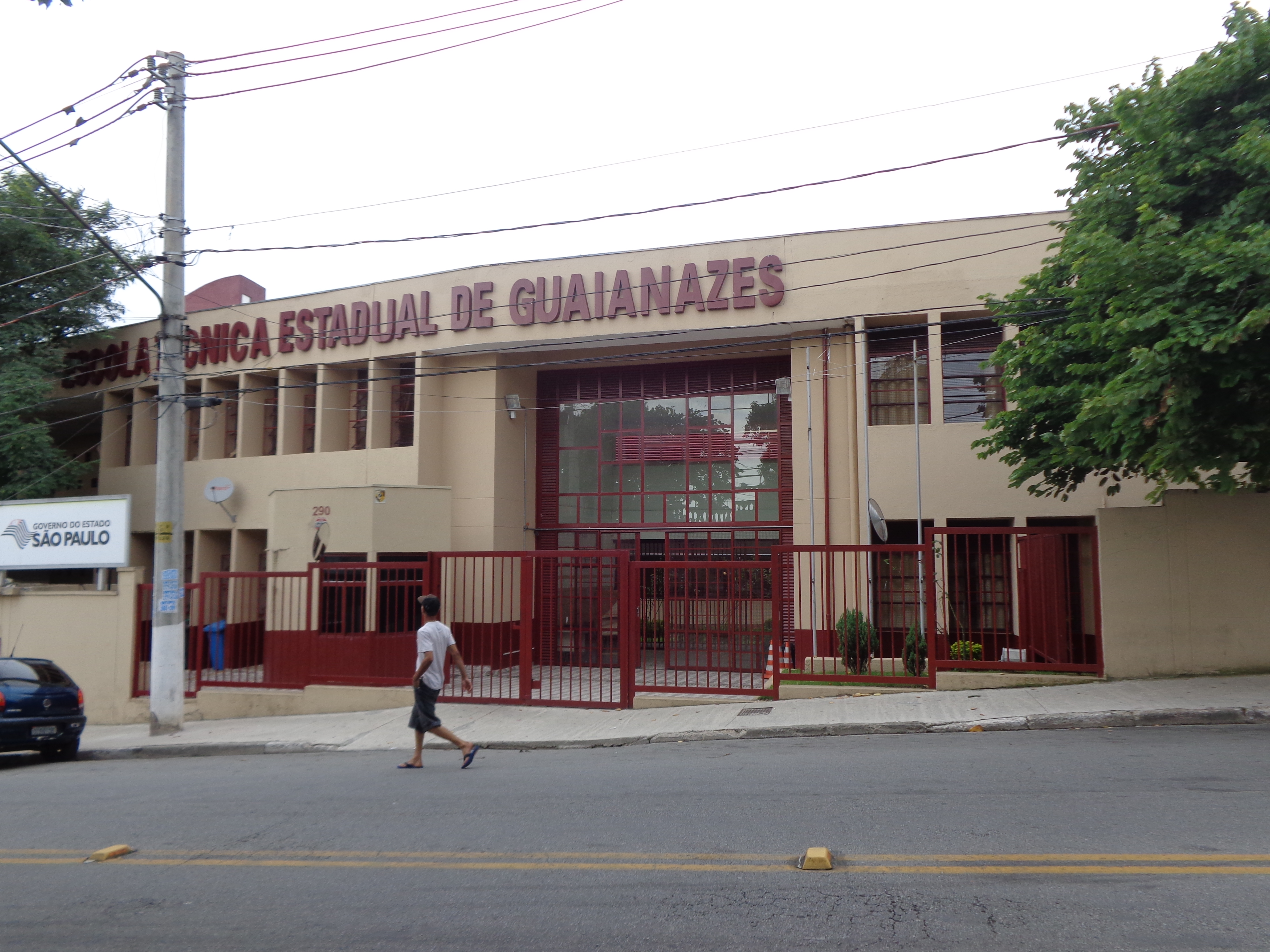
École technique d'État des Guaianases

Le district de Lajeado possède une unité du CEU, le CEU Lajeado, qui dispose d'un théâtre de 184 places, bibliothèque, télécentre, 3 piscines, 1 court intérieur, 1 court extérieur, 1 salle de gym/danse. Le CEU a également une extension d'ETEC Guaianases, l'Extension CEU Lajeado Prof. Marcos Martins qui offre des cours techniques en :
- Administration ;
- Comptabilité ;
- Logistique ;
- Secrétariat ;
- Transactions immobilières[6].

L'École technique d'État de Guaianazes propose les formations suivantes :
- Administration ;
- Automatisation industrielle ;
- Édifications ;
- Électrotechnique ;
- Informatique ;
- Nutrition et diététique ;
- Secrétariat[7].

## Transport

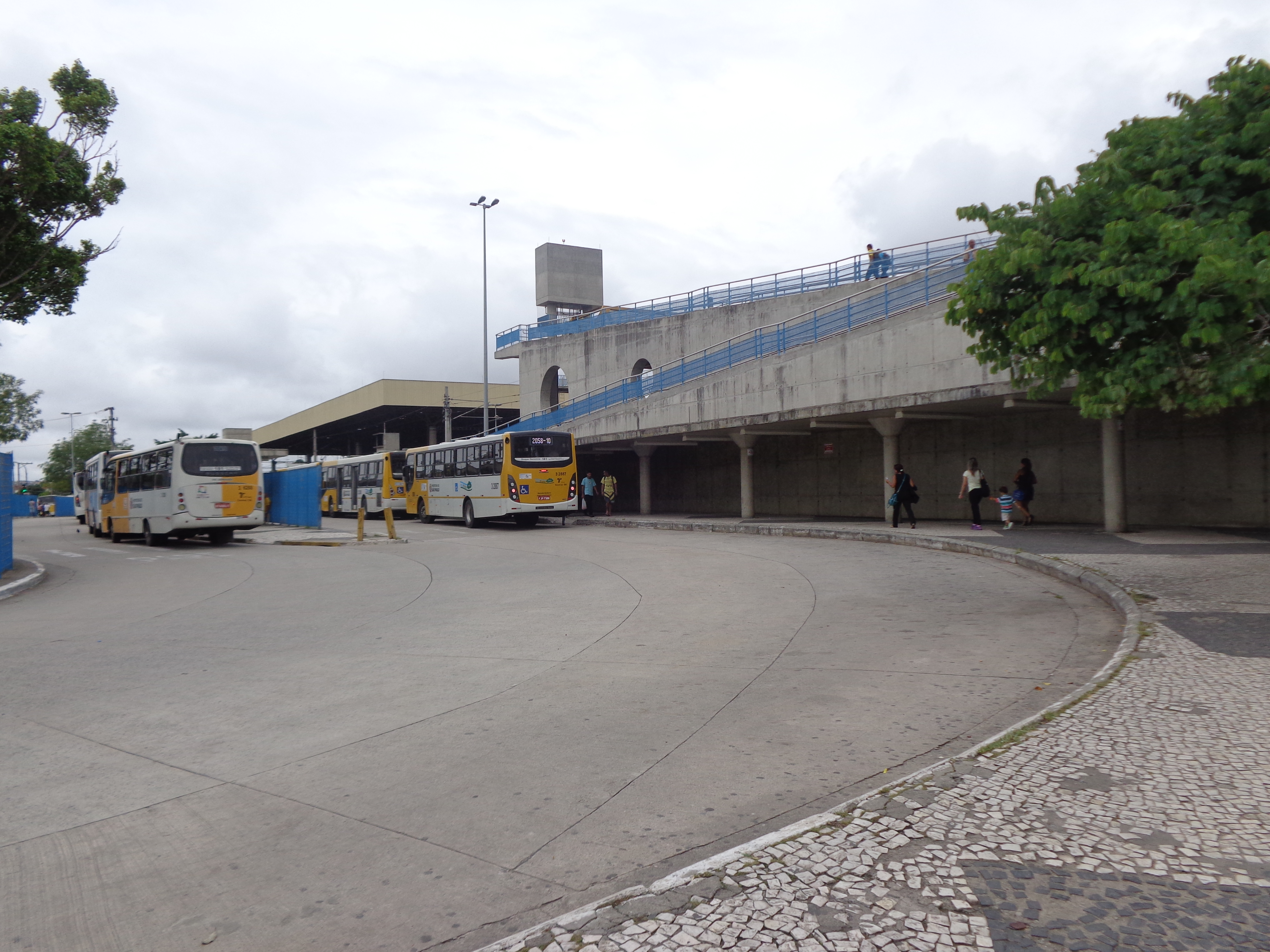
Terminus de bus du côté nord de la gare de Guaianases

Le district de Lajeado est desservi par la ligne 11 - Corail de la CPTM à la gare de Guaianases et un terminus de bus au nord de la station et par les lignes de transport en commun municipales.
La région attend toujours le début des travaux sur deux couloirs de bus importants qui amélioreront l'accès à la région, il s'agit des couloirs Perimetral Itaim Paulista/São Matheus et de la section 03 du couloir de la Radial Leste.
Les deux couloirs auront un système connu sous le nom de BRT en anglais (Bus Rapid Trasnsit) ou BHNS (Bus à haut niveau de service) qui prévoit le paiement des tarifs aux points avant les panneaux d'utilisateurs, les voies de dépassement et les bus mono et bi-articulés qui augmenteraient la vitesse et les capacités de transport.

## Districts limitrophes
Le district de Lajeado a pour limites :
- Vila Curuçá (Nord);
- Itaim Paulista (Nord-est);
- Ville de Ferraz de Vasconcelos (Est);
- Guaianases (Sud);
- José Bonifácio (district de São Paulo) (Sud-Ouest) ;
- Itaquera (Ouest);
- São Miguel (Nord-Ouest).

## Graphie du nom
De nombreux magasins et panneaux de signalisation indiquent le quartier avec l'orthographe Lageado, qui est l'ancienne orthographe, puisque selon les cartes officielles de la mairie de São Paulo, l'orthographe actuelle et officielle est Lajeado.

## Toponymie
Significations de Lajeado : Superficie formée par un affleurement rocheux, plus ou moins plat, que l'on trouve normalement dans les régions montagneuses, les collines et les montagnes.